# Sigma Puppis
Sigma Puppis (σ Pup) – gwiazda w gwiazdozbiorze Rufy, znajdująca się w odległości około 194 lat świetlnych od Słońca.

## Charakterystyka
Jest to pomarańczowy olbrzym należący do typu widmowego K5. Po uwzględnieniu promieniowania podczerwonego, gwiazda okazuje się emitować 347 razy więcej promieniowania niż Słońce. Wraz z odległością wskazuje to, że promień tej gwiazdy to 37 R☉. Masę gwiazdy trudno ocenić, przypuszczalnie ma ona wartość około 2 mas Słońca; jej wiek to około 1,4 miliarda lat. Rozpoczęła życie jako biała gwiazda typu widmowego A i około 300 milionów lat temu zakończyła etap syntezy wodoru w hel w jądrze; obecnie prawdopodobnie ustała już synteza helu w węgiel i tlen. Gwiazda zakończy życie odrzuciwszy otoczkę, jako biały karzeł o masie około 0,6 M☉.
Obserwacje spektroskopowe i interferometryczne wskazują, że gwiazda ma bliskiego towarzysza okrążającego ją po eliptycznej orbicie w okresie 257,8 doby, w odległości około 0,5 au. Ponadto w odległości 73″ od σ Pup A (pomiar z 2011 r.) widoczna jest gwiazda σ Pup B o wielkości 8,81m. Gwiazda ta charakteryzuje się dużym ruchem własnym, ale Sigma Puppis A także i mogą one być związane grawitacyjnie. Jeżeli istotnie tak jest, jest to żółty karzeł typu widmowego G3, oddalony od centralnej pary o co najmniej 1300 au i okrążający ją w okresie 27 tysięcy lat.